# دونيا فيدوفيسكا
دونيا فيدوفيسكا (السيريلية : Доња Видовска) هي قرية في البوسنة والهرسك. وهي تقع في بلدية فليكا كلادوشا التابعة لكانتون يونا-سانا في اتحاد البوسنة والهرسك. طبقا لنتائج التعداد السكاني للبوسنة عام 2013، فقد كان عدد سكانها 501 نسمة.

## التركيبة السكانية

### التطور التاريخي للسكان
| 1961 | 1971 | 1981 | 1991 | 2013 |
| ---- | ---- | ---- | ---- | ---- |
| 368  | 450  | 574  | 713  | 501  |

## وصلات خارجية
- (بالإنجليزية) Maplandia